# 松本崇宏
松本 崇宏（まつもと たかひろ、1978年1月31日 - ）は、日本の税理士、実業家、YouTuber。税務調査に特化した税理士法人松本の代表社員税理士であり、公式YouTubeチャンネル「税理士松本〜税金の裏のウラ〜」では税務調査や節税、インボイス制度などを解説している。

## 経歴
- 1978年1月　東京都葛飾区生まれ、千葉県松戸市育ち[1]
- 父は弁護士・松本昭幸
- 2004年　税理士試験合格
- 2005年　東京税理士会登録
- 2006年5月　江戸川区平井に松本税務会計事務所を開業
- 2016年1月　法人化し税理士法人松本設立、代表社員就任
- 2021年6月　本店を渋谷区へ移転し、渋谷・新宿・錦糸町・横浜・大阪・柏の6拠点体制を構築
- 2024年11月　YouTube登録者10万人達成（銀の再生ボタン取得）[2]
- 2025年1月　一般社団法人会計事務所連携協議会 発起人理事に就任[3]

## 著作
- 『税務調査がこう変わった！税理士法人松本の役に立つ税務調査事前対策』
- 『デリヘルはなぜ儲かるのか』小学館文庫、2007年、ISBN 978-4094161038
- 『社長、税務調査の損得は税理士で決まる！』あさ出版、2012年
- 『不当な税務調査からはこうして身を守れ!』マトマ出版、2012年
- 『大増税時代がやってきた消費税のイロハ』CEO GROUP、2013年
- 『経営者であれば知っておきたい税務調査のイロハ』CEO GROUP、2014年
- 『開業するなら知っておきたい法人設立のイロハ』INSPIRE PUBLISHERS、2014年
- 『会社経営者であれば知っておきたい 節税のイロハ』2015年
- 『風俗業限定 最強の「節税」』幻冬舎、2017年、ISBN 978-4344912120
- 『従業員50名未満限定 最強の「労務管理」』クロスメディア・パブリッシング、2018年、ISBN 978-4295402237
- 『板前税理士が教える 「最強」の飲食店経営』クロスメディア・パブリッシング、2020年、ISBN 978-4295404033

## 税務調査への姿勢
- 国税OB・元税務署長を含む専任チーム（10名以上）を常設し、法人税・資産税・消費税・査察案件まで横断的に担当する体制を公表している[4]。
- 公式サイトに年間相談1,000件超、累計1万件超の実績を掲示し、申告是認（追徴税額ゼロ）の通知書も公開している[5]。
- YouTube チャンネル「税理士松本〜税金の裏のウラ〜」で税務調査や税制改正を解説し、2024年11月に登録者10万人（銀の再生ボタン）を達成[6]。
- 2025年1月発足の一般社団法人会計事務所連携協議会では発起人理事を務め、業界に対し「成果とプロセスを数値で開示する文化」を提唱している[7]。

### インタビューに見る経営・人材観
- インタビュー記事では「若手のためにポストを増やそう」との考えから拠点展開を進めた経緯を語り、拠点開設が若手登用と組織拡大の両立策であると説明している[8]。
- 同記事で管理職に求める資質として「おせっかい」を挙げ、部下のモチベーションを高めるためにプライベートまで気を配れる人物像が必要と述べている[9]。

## 雑誌・メディア
- 月刊『プロパートナー』2021年5月号「TOP500事務所に聞く！ニューノーマル時代の新・成長戦略2021」
- 税理士ドットコム（2018年10月28日配信）『キャバ嬢へのお小遣い、経費でひねり出すダメリーマン…どんなリスクがある？』
- かりラボ放送局＃18「風俗業の税理士?!」（2018年5月）出演
- 千葉テレビ『ナイツのHIT商品会議室』（2018年2月）出演
- テレビ東京『解禁！暴露ナイト』（2018年1月）出演
- 『商売繁盛ドットコム』（2017年12月）ランディングページ施策紹介

## YouTube
- 2023年4月10日　チャンネル開設、税務調査・節税・インボイス制度などを解説
- 2024年11月　登録者数10万人達成（銀の再生ボタン取得）[2]
- 主なコンテンツ：税務調査の現場解説、インフルエンサー・副業の税金、最新税制トピック など